# Миколаївська сільська рада (Менський район)
Микола́ївська сільська́ ра́да — адміністративно-територіальна одиниця та орган місцевого самоврядування в Менському районі Чернігівської області. Адміністративний центр — село Миколаївка.

## Загальні відомості
Миколаївська сільська рада утворена у 1918 році.
- Територія ради: 69,237 км²
- Населення ради: 1 132 особи (станом на 2001 рік)

## Населені пункти
Сільській раді підпорядковані населені пункти:
- с. Миколаївка
- с. Гребля
- с-ще Домниця
- с. Мощне
- с. Мурівка
- с. Подин

## Склад ради
Рада складалася з 12 депутатів та голови.
- Голова ради: Летушко Оксана Іванівна
- Секретар ради: Шульга Людмила Петрівна

### Керівний склад попередніх скликань
Примітка: таблиця складена за даними сайту Верховної Ради України

### Депутати
За результатами місцевих виборів 2010 року депутатами ради стали:

#### За округами
| № округу                          | Прізвище, ім'я, по батькові  | Дата визнання обраним | Освіта  | Партійна приналежність                        | Відомості про обраного депутата                      |
| --------------------------------- | ---------------------------- | --------------------- | ------- | --------------------------------------------- | ---------------------------------------------------- |
| Партія регіонів                   |                              |                       |         |                                               |                                                      |
| 1                                 | Купрієнко Наталія Миколаївна | 04.11.2010            | середня | член Партії регіонів                          | СК «Миколаївський», касир                            |
| 2                                 | Шульга Людмила Петрівна      | 04.11.2010            | вища    | Безпартійна                                   | Миколаївська сільська рада, секретар                 |
| 3                                 | Середа Людмила Павлівна      | 04.11.2010            | середня | член Партії регіонів                          | Миколаївська сільська рада, секретар                 |
| 5                                 | Шульга Валентина Миколаївна  | 04.11.2010            | середня | член Партії регіонів                          | ФОП Середа, продавець                                |
| 8                                 | Семироз Галина Миколаївна    | 04.11.2010            | середня | член Партії регіонів                          | СК «Миколаївський», комірник                         |
| 10                                | Летушко Оксана Іванівна      | 04.11.2010            | вища    | позапартійна                                  | голова сільської ради                                |
| Політична партія «Сильна Україна» |                              |                       |         |                                               |                                                      |
| 7                                 | Баклажко Надія Петрівна      | 04.11.2010            | середня | член Політичної партії «Сильна Україна»       | Миколаївська загальноосвітня школа, техпрацівниця    |
| Соціалістична партія України      |                              |                       |         |                                               |                                                      |
| 12                                | Бура Любов Петрівна          | 04.11.2010            | середня | член Соціалістичної партії України            | пенсіонер                                            |
| Самовисування                     |                              |                       |         |                                               |                                                      |
| 4                                 | Шафаренко Тамара Феодосівна  | 04.11.2010            | вища    | позапартійна                                  | магазин-кафе, власник                                |
| 6                                 | Бобрушко Наталія Іванівна    | 04.11.2010            | середня | член Всеукраїнського об'єднання «Батьківщина» | СК «Миколаївський», бухгалтер                        |
| 9                                 | Баклажко Любов Іванівна      | 04.11.2010            | середня | член Всеукраїнського об'єднання «Батьківщина» | відділ поштового зв'язку, началь ник відділу зв'язку |
| 11                                | Купрієнко Любов Миколаївна   | 04.11.2010            | середня | член Всеукраїнського об'єднання «Батьківщина» | СК «Миколаївський», бухгалтер                        |